# كده رضا (فلم)
كده رضا فيلم كوميدي مصري إنتاج عام 2007.

## قصة الفيلم
تدور أحداث الفيلم حول ثلاث توائم أنجبتهم أمهم وماتت وتركتهم مع الأب النصاب (هندي) وأوصته أن لا يعطيهم إلا المال الحلال ويدع النصب والاحتيال فامتثل لمطلب زوجته. ولكن لخوفه من حسد الناس ومما قد يصيب أبناءه في الجيش كما حدث له ولإخوانه وحرصاً على توفير مصاريف دراستهم جميعاً قرر أن لا يظهرهم إلا كشخص واحد وأخرج لهم جميعاً أوراق رسمية باسم شخص واحد رضا (أحمد حلمي) وكان يخرج في كل يوم من المنزل شخص واحد. ولكن والدهم أعطى لهم أسماء مختلفة تدل على شخصياتهم ليستطيع التمييز بينهم
- فالأول يحب الأكشن والعنف وذو شخصية صلبة ويدعى "البرنس"
- الثاني متعصب للنادي الأهلي وعاشق لكرة القدم ويدعى "بيبو"
- الثالث منطوي على نفسه ومكتئب يبحث عن شخصيته بين أخويه ويدعى "سمسم"

ويقع الثلاثة في حب فتاة واحدة تدعى ندى (منة شلبي) ولا تعرف أنهم ثلاث أشخاص. في الوقت الذي يزور فيه سمسم طبيباً نفسياً ليخرج له ما يعانيه من ضياع شخصيته في مقابل شخصية أخوته. يكتشف في النهاية سمسم أن هذا الطبيب كان يقوم بالنصب علي مرضاه مستغلاً نقط ضعف ومعاناة كل منهم فقد جمع بين مريض نفسي غني مادياً قد هددته زوجته السابقة بفضح أمره وإظهار إبنته. ندى المريضة التي استغلها الطبيب بإيقاعها في حبه وبالتالي الحصول على مساندتها في عملية نصبه. سمسم والذي معه ما لا يملكه غيره من كونهم ثلاثة توائم باسم وشخصية واحدة أمام الحكومة. قام الطبيب بالجمع بين هؤلاء الشخصيات جميعاً ليقوم باستخدام أداته المريضة ندى للاستيلاء على مبلغ ضخم من المال. ولكن يقوم سمسم وعلى غير العادة باكتشاف المؤامرة وفضحها واستعادة حقه كاملاً والإيقاع بالطبيب في نهاية محكمة للفيلم تظهر أن سمسم قد تعالج من مرضه النفسي وظهرت إمكانياته أمام إخوته واجتمع شملهم في النهاية على عدم السفر للخارج والعمل في مصر والعيش معاً.
وقد حقق الفيلم إيرادات ضخمة إذ بلغ الإيراد خلال 4 أسابيع زهاء 18 مليون جنيه واستمر عرضه في شهر رمضان.
وقد وصلت إيرادات الفيلم إلى 20,337,052 جنيه مصري مما جعله الفيلم الأكثر حضورًا وشعبية في عام 2007.
وقد حصل الفيلم علي جائزتين من جوائز أوسكار السينما المصرية بدورته رقم 29 وهما:
- جائزة لجنة التحكيم الخاصة أحسن ممثل للفنان أحمد حلمي عن دوره في الفيلم
- جائزة تقديرية خاصة لفيلم كده رضا إنتاج الكاتب المنتج فاروق صبري

## الممثلين
- أحمد حلمي: رضا (البرنس - بيبو - سمسم)
- منة شلبي: ندى (نادية)
- لطفي لبيب: هندي والد الثلاثي رضا
- خالد الصاوي: د. سليمان الحلبي
- سيد صادق: رجل الأعمال عتمان محمد أحمد
- يوسف داود (ممثل): دكتور العيون
- سعيد طرابيك: الخواجة صاحب الخمارة
- محمود أبو زيد: الضو
- محسن منصور: بشير
- كريمان: فتاة الليل
- عزت بدران: دكتور الجامعة
- عبد الحميد سند: المحقق 1
- وليد يوسف: المحقق 2
- نادية العراقية: والدة الثلاثي
- سامح أبو الغار: جرسون الكافيه
- أحمد مولتو: موظف السجل
- أشرف صالح: بائع الملابس
- أحمد الشامي: الطبيب
- ايفون سليم: أم ندى
- حسن بسكوتة: الصول رجب
- عيد أبو الحمد: بواب عمارة ندى
- عطا محمد: بواب العيادة
- عبد الناصر: شاب الكافيه 1
- محمد محى: شاب الكافيه 2
- الخواجة: بشخصيته الحقيقية مشجع الزمالك
- محمود القط: شاب القلعة
- حمزة صلاح الدين: سمسار الأهلي
- نبيل البرنس: سائق الموتوسيكل
- حسين وهبه: الصيدلي
- أنور عبد المنعم: محضر المحكمة

## فريق العمل
- التصوير السينمائي:
- مروان صابر (مصور)
- أحمد عبد العزيز (مساعد مصور)
- حسن السيد (مشرف إضاءة)
- وائل خلف (مصور موشن كنترول)
- أحمد المرسى (مصور استيدى كام)
- عباس يحى (مساعد مصور)
- محمد مصطفى (مساعد مصور)
- أحمد يوسف (مدير التصوير)
- قسم المونتاج:
- معتز الكاتب (مونتاج)
- جيهان مشير (مونتير مساعد)
- ليلي فهمي (مونتير نيجاتيف)
- قسم الموسيقى:
- عمرو إسماعيل (موسيقى تصويرية)
- قسم الإنتاج:
- شركة الإخوة المتحدين للسينما (شركة الإنتاج)
- شركة الباتروس للإنتاج السينمائي (شركة الإنتاج)
- وليد صبرى (منتج)
- حاتم منجى (مدير الإنتاج)
- خالد حسن (مدير الإنتاج)
- محمد عبد الغنى (منتج فنى)
- محمد وجيه (منفذ إنتاج)
- خالد طه (منفذ إنتاج)
- محمد رجب (منفذ إنتاج)
- الموقع والمناظر:
- محمد أمين (مهندس ديكور)
- عادل الليثى (مساعد مهندس الديكور)
- عبد الفتاح الحسينى (منفذ الديكور)
- شريهان منذر (تدريب ديكور)
- قسم الصوت:
- محمد حسيب (تصميم شريط الصوت)
- ياسر الالفى (مسجل صوت)
- أحمد عودة (مساعد الصوت)
- زكريا عودة (مساعد الصوت)
- محمد حسن (مساعد الصوت)
- قسم التوزيع:
- شركة الإخوة المتحدين للسينما (شركة التوزيع في مصر وجميع أنحاء العالم)
- قسم الدوبلير:
- أيمن مصطفى (دوبلير أحمد حلمى)
- هيثم التميمي (دوبلير أحمد حلمى)
- أحمد نصر (دوبلير أحمد حلمى)

## روابط خارجية
- مقالات تستعمل روابط فنية بلا صلة مع ويكي بيانات